# Żywocice
Żywocice (niem. Zywodczütz, 1934-1945 Oderwiese) – wieś w Polsce, położona na Górnym Śląsku, w województwie opolskim, w powiecie krapkowickim, w gminie Krapkowice.

## Integralne części wsi
| SIMC    | Nazwa  | Rodzaj     |
| ------- | ------ | ---------- |
| 0497414 | Ligota | przysiółek |

## Nazwa
Według niemieckiego nauczyciela Heinricha Adamy’ego nazwa miejscowości pochodzi od polskiej nazwy wody. W swoim dziele o nazwach miejscowych na Śląsku wydanym w 1888 roku we Wrocławiu wymienia jako pierwotną nazwę miejscowości Zawodzie podając jej znaczenie "Ort jenseits d. Wassers" czyli po polsku "Miejscowość leżąca za wodą". Nazwa została później przez Niemców zgermanizowana na Zywodczytz i utraciła swoje znaczenie.
W księdze łacińskiej Liber fundationis episcopatus Vratislaviensis (pol. Księga uposażeń biskupstwa wrocławskiego) spisanej za czasów biskupa Henryka z Wierzbna w latach 1295–1305 miejscowość wymieniona jest w zlatynizowanej formie Ziboczicz we fragmencie Ziboczicz utroque et Lascicz solvuntur decime more polonico. W innych źródłach w 1453 roku Żywocice zostały wymienione, jako „Zywotitz”, a w roku 1534 jako „Zibetitz”. W 1845 roku wioskę wymieniono, jako „Zywodczutz” oraz pod nazwą „Zywodcyce”.
W okresie hitlerowskiego reżimu w latach 1934-1945 administracja III Rzeszy zmieniła nazwę miejscowości na nową, całkowicie niemiecką Oderwiese.

## Historia
Od 1769 r. wioska należy do szlacheckiej rodziny Haugwitzów. Ze wsią związane są 3 folwarki. W XIX w. istnieje już szkoła. W 1848 r. powstaje młyn wodny. W 1864 r. we wsi znajduje się karczma. W 1983 r. rusza budowa kościoła, który konsekrowany został w 1989 r. W 1889 r. ówczesna Gmina Żywocice utworzyła swój związek strażacki. W latach 1932–1933 powstaje przedszkole, zbombardowane w 1944 r. W XX w., do 1945 r. istniała we wsi poczta. 
Od 1950 należy do województwa opolskiego.

## Zabytki/Ciekawe miejsca
Kościół z 1989 r. 
Żywocickie Łęgi (obszar natura 2000)
3 osady z epoki kamienia
Osada z epoki żelaza
Zabytkowy wiatrak
Pomnik ofiar I i II Wojny Światowej
Budynek OSP z 1889 r(wyburzony w 2023 r) i wóz strażacki z 1911 r.

## Demografia
1784 r. - ok. 180
1845 r. - 408
1998 r. - 1321
2002 r. - 1294
2009 r. - 1233
2011 r. - 1219
2018 r. - 1052
2019 r. - 1041.

## Instytucje
Działa tu sklep, piekarnia, OSP, warsztat samochodowy, LZS, biblioteka, Publiczna Szkoła Podstawowa czy też przedszkole. 

## Religia
Miejscowość jest siedzibą powstałej w 1985 r. parafii rzymskokatolickiej pw. Św. Floriana.